# Ulmus glabra
Ulmus glabra là một loài thực vật có hoa trong họ Ulmaceae. Loài này được Huds. miêu tả khoa học đầu tiên năm 1762.

## Hình ảnh

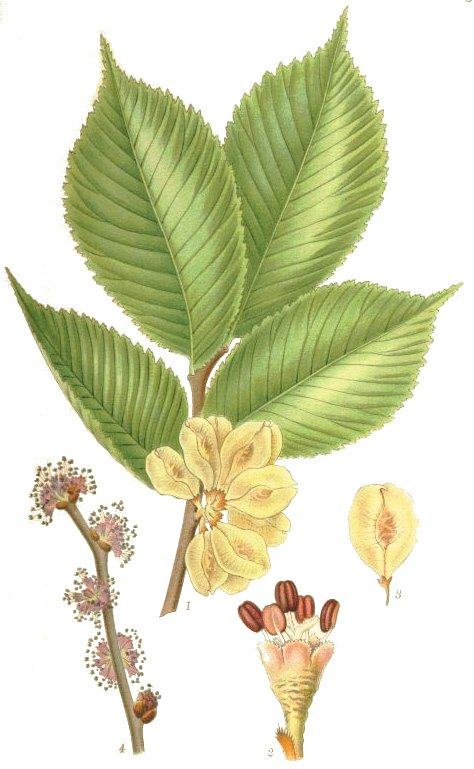
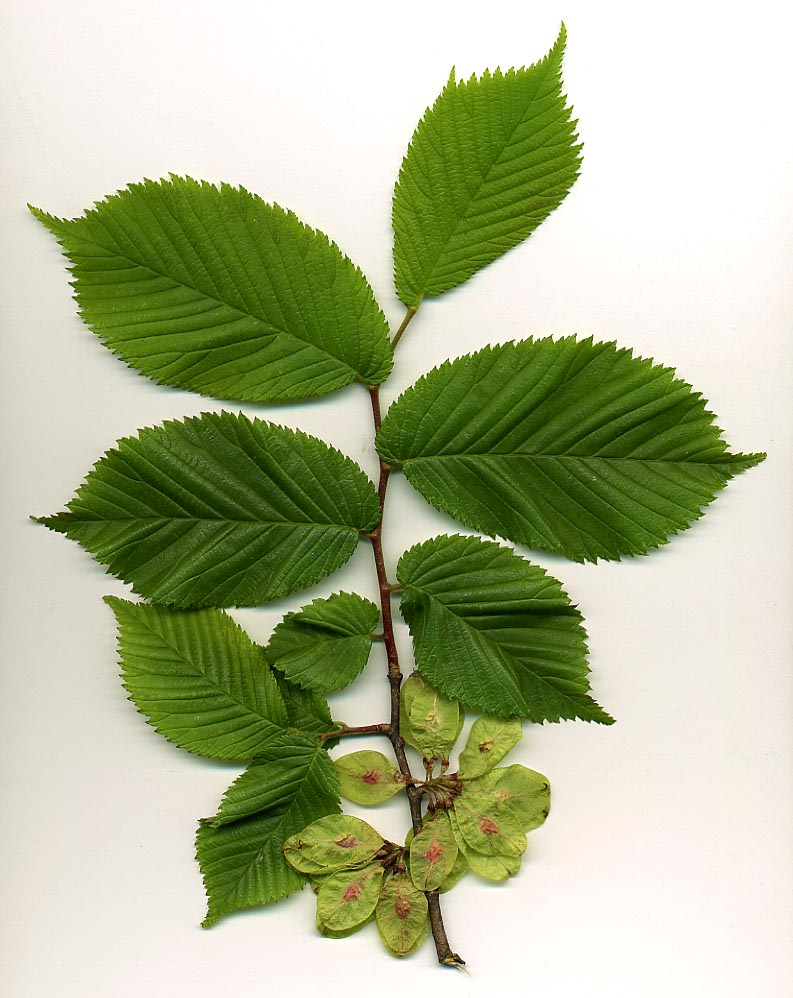
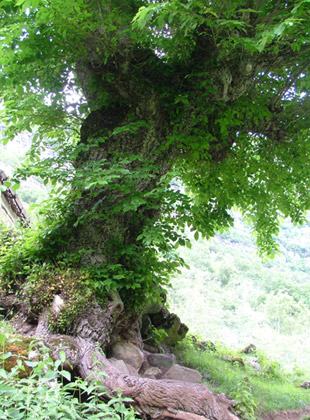
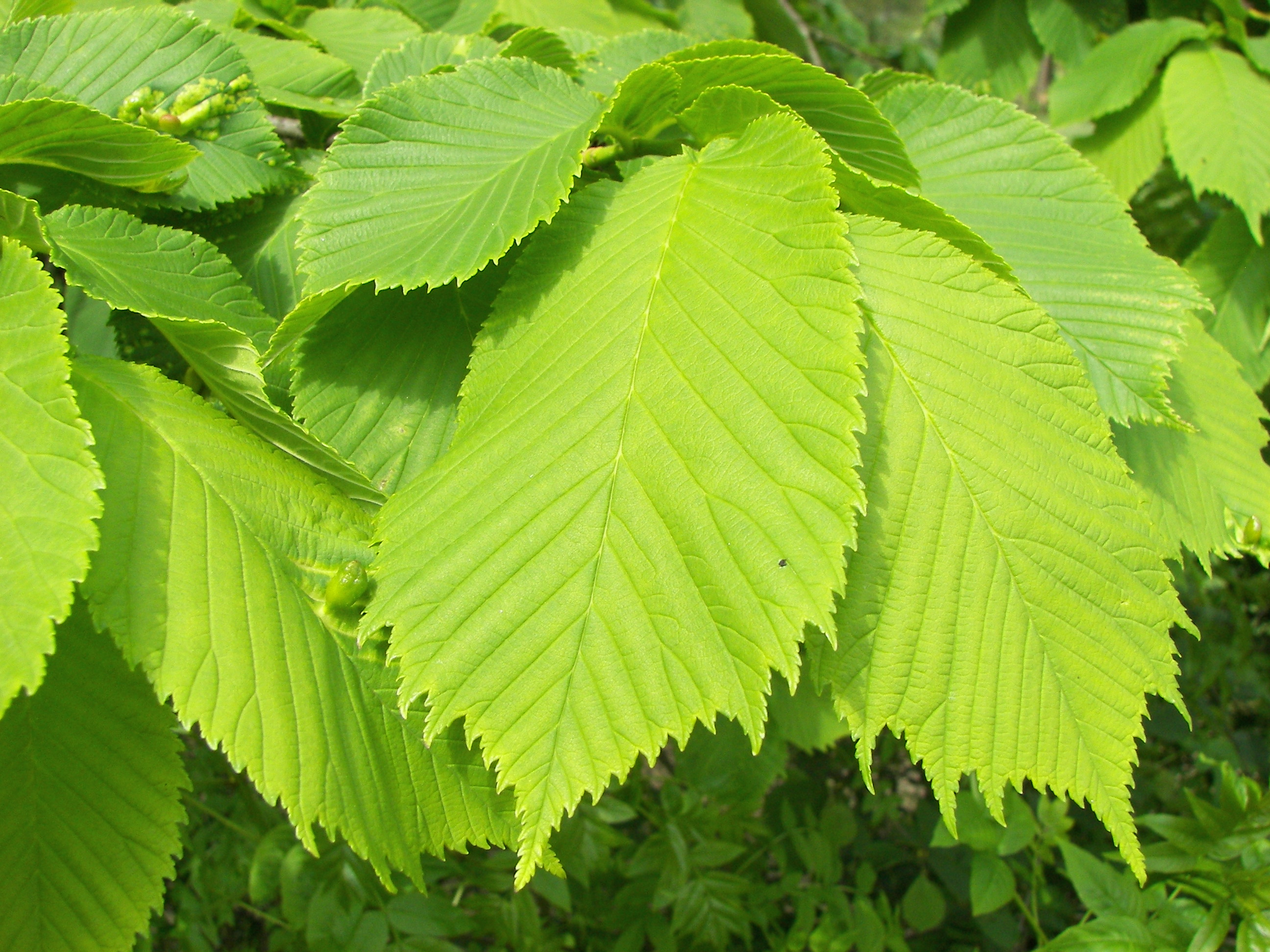